# Campeonato Sul-Americano de Atletismo de 1922 (não oficial)
O Campeonato Sul-Americano de Atletismo não oficial de 1922 foi realizado na cidade do Rio de Janeiro, no Brasil. Fez parte dos Jogos Olímpicos Latino-Americanos, realizados em comemoração aos 100 anos da independência brasileira sob o patrocínio do COI. 

## Medalhistas

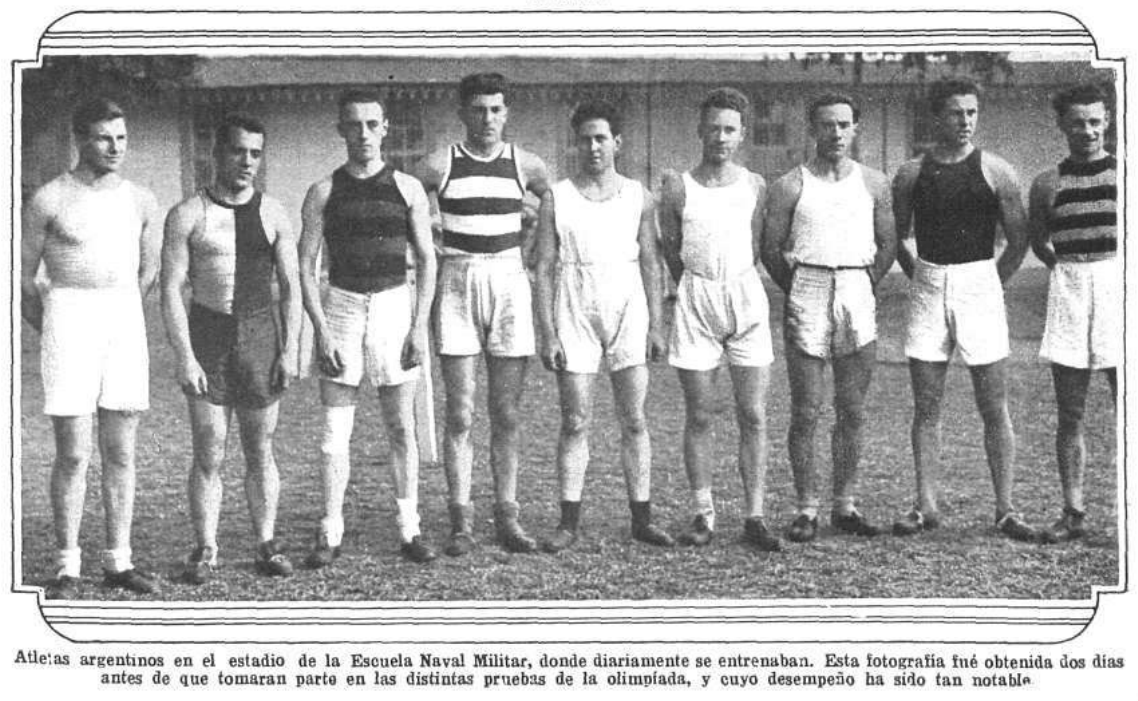
Atletas argentinos que parteciparam dos Jogos Olímpicos Latino-Americanos do Rio de Janeiro em 1922.

Esses foram os resultados do campeonato.  
| Evento                    | Ouro                       | Ouro    | Prata                                          | Prata   | Bronze                   | Bronze |
| ------------------------- | -------------------------- | ------- | ---------------------------------------------- | ------- | ------------------------ | ------ |
| 100 metros                | Augusto de Negri (ARG)     | 11.2    | Luis Miguel (CHI)                              | 11.4    | Carlos Bastos (URU)      |        |
| 200 metros *              |                            |         |                                                |         |                          |        |
| 400 metros                | Isabelino Gradín (URU)     | 50.6    | Dionysio de Figueirêdo (BRA)                   | 50.8    | Félix Escobar (ARG)      |        |
| 800 metros                | Luis Suárez (ARG)          | 2:05.2  | Carlos Springer (ARG)                          | 2:06.8  | Rodolfo Etcheverry (ARG) |        |
| 1 500 metros              | Luis Suárez (ARG)          | 4:05.6  | Alfredo Gomes (BRA)                            | 4:06.2  | Raúl Amat (ARG)          |        |
| 3 000 metros              | Manuel Plaza (CHI)         | 9:08.8  | Oscar Guajardo (CHI)                           |         | Pedro Arancibia (CHI)    |        |
| 5 000 metros              | Manuel Plaza (CHI)         | 16:06.6 | Alfredo Gomes (BRA)                            | 16:10.8 | José Ribas (BRA)         |        |
| 10 000 metros             | Manuel Plaza (CHI)         | 33:17.0 | Juan Bravo (CHI)                               |         | José Ribas (BRA)         |        |
| Maratona                  | Manuel Plaza (CHI)         |         | Luis Celis (CHI)                               |         | Matheus Marcondes (BRA)  |        |
| 110 metros com barreiras  | Guillermo Newbery (ARG)    | 16.0    | Aldo Travaglia (BRA)                           |         | Otto Dietsch (ARG)       |        |
| 400 metros com barreiras  | Enrique Thompson (ARG)     | 56.8    | Andrés Mazzali (URU)                           |         | Agustín Garay (ARG)      |        |
| 4×100 metros estafetas    | Argentina                  | 44.0    | Brasil                                         | 45.2    | Chile                    |        |
| 4×400 metros estafetas ** |                            |         |                                                |         |                          |        |
| Salto em altura           | Valerio Vallanía (ARG)     | 1.815   | Enrico Falcão (BRA)                            | 1.815   | Carlos Patiño (URU)      | 1.75   |
| Salto à vara              | José Amejeiras (URU)       | 3.40    | Ernesto Kausel (CHI)                           | 3.40    | Ernesto Goycolea (CHI)   | 3.30   |
| Salto em comprimento      | Ramiro García (CHI)        | 6.695   | Carlos Patiño (URU)                            | 6.49    | Luiz Bianchi (BRA)       | 6.455  |
| Arremesso de peso         | Benjamín Acevedo (CHI)     | 12.275  | Jorge Llobet Cullen (ARG)                      | 12.175  | Fernando Capellini (URU) | 11.835 |
| Lançamento de disco       | David Martín Estévez (URU) | 39.25   | Jorge Llobet Cullen (ARG)                      | 39.14   | Benjamín Acevedo (CHI)   | 38.14  |
| Lançamento do martelo     | Jorge Llobet Cullen (ARG)  | 41.29   | Domingo Spirito (ARG)                          | 39.24   | Osvaldo Garay (ARG)      | 36.35  |
| Lançamento de dardo       | Willy Seewald (BRA)        | 56.885  | Arturo Medina (CHI)                            | 50.30   | Hernán Orrego (CHI)      | 44.76  |
| Pentatlo                  | Luiz Bianchi (BRA)         |         | Guillermo Newbery (ARG) Enrique Thompson (ARG) |         |                          |        |
| Corta-Mato 10 000 metros  | Manuel Plaza (CHI)         | 34:56.6 | Florides Castillo (CHI)                        |         | Luis Celis (CHI)         |        |

* = ausência de corrida, pois os atletas chilenos recusaram-se a voltar a correr após saída falsa do vencedor, enquanto outros dois corredores infringiram a pista Resultado original, Ramiro García do Chile 22.82 medalha de ouro, Eduardo Albe Argentina medalha de prata e Carlos Bastos do Uruguai medalha de bronze 
** = Corrida cancelada após multidão infringir a pista. Resultado original: 1ª Uruguai 3:31.2, 2ª Argentina, 3ª Brasil

## Quadro de medalhas (não oficial)
| Ordem | País      | Medalha de ouro | Medalha de prata | Medalha de bronze | Total |
| ----- | --------- | --------------- | ---------------- | ----------------- | ----- |
| 1     | Argentina | 8               | 6                | 6                 | 20    |
| 2     | Chile     | 7               | 7                | 6                 | 20    |
| 3     | Uruguai   | 3               | 2                | 3                 | 8     |
| 4     | Brasil    | 2               | 6                | 4                 | 12    |
|       | TOTAL     | 20              | 21               | 19                | 60    |